# Eraserhead
Eraserhead är en amerikansk film från 1977, i regi av David Lynch. Eraserhead, hans första långfilm, tog fem år att spela in på en minimal budget (filmstudenten Lynch försörjde sig under inspelningstiden som tidningsbud och filmade Eraserhead när han hade råd). Filmen, som är i genren kroppsskräck, hade svensk premiär den 2 juli 1993 på Sibirien i Stockholm.

## Handling
Vi får följa en ung och ganska apatisk man vid namn Henry Spencer som bor i ett hyreshus i ett extremt trist och nedslitet industriområde, från att han får reda på att han kommer att bli förälder ihop med en psykiskt bräcklig flicka som bor med sin märkliga familj i närheten och tills deras vanskapta baby har fötts.

## Om filmen
Det är en mörk film som enligt vissa tolkningar beskriver ångesten över ett blivande faderskap i mardrömslikt obehagliga och surrealistiska scener. David Lynch gjorde filmen i samband med att hans första barn föddes, men han har konsekvent vägrat göra några egna tydliga tolkningar av dess absurda handling eller antyda något budskap med berättelsen. Babyn i filmen är svårt deformerad, och Lynch har lika konsekvent vägrat berätta hur han skapade den.[källa behövs]
Eraserhead hatades av många kritiker till en början, men blev snabbt en kultfilm när den började visas sent på amerikanska biografer i storstäderna, och beundrades av två så olika regissörer som Stanley Kubrick och Mel Brooks. Brooks blev Lynchs beskyddare i Hollywood och såg till att han fick göra sin nästa film under långt mer normala och professionella villkor i England. Resultatet blev den mer konventionella, men lika hyllade Elefantmannen.[källa behövs]

## I rollerna
- Jack Nance - Henry Spencer
- Charlotte Stewart - Mary X
- Allen Joseph - Mr. X
- Jeanne Bates - Mrs. X
- Judith Roberts - Vacker dam som bor på andra sidan korridoren
- Jack Fisk - Mannen i planeten
- Laurel Near - Damen i elementet
- Darwin Joston - Paul
- T. Max Graham - Bossen
- Hal Landon Jr. - Pennmaskins-operatör
- Thomas Coulson - Pojken
- Jennifer Chambers Lynch - Liten flicka
- John Monez - Luffare
- Gill Dennis - Man med cigarr